# Fadli
Fadli o Fadhli (àrab: فضلي, Faḍlī) o Sultanat de Fadli (àrab: السلطنة الفضلية, aṣ-Salṭana al-Faḍliyya) fou un territori tribal al Iemen que ocupa a grans trets la regió natural de l'Abyan, i avui forma la governació d'Abyan.
La seva superfície era de 4.000 km² i la població d'unes 33.000 persones. Limitava al sud-oest amb la colònia d'Aden, el soldanat abdali de Lahej, i el soldanat hawshabi de Musaymir; al nord-oest amb el Baix Yafa; al nord amb el territori dels awdhilla (singular awdhali) i la Dathina; a l'est amb l'Awlaqi; i al sud amb el golf d'Aden.
La part occidental és l'Abyan propi, i és un terreny fèrtil i pla, amb població sedentària; a l'est les estepes i muntanyes on la població és nòmada. L'Abyan està format pel Wadi Bana i el Wadi Hasan, i les seves aigües es reparteixen entre els fadlis i els yafis del Baix Yafa, sota control d'un comitè mixt. El fadli havien construït un canal al segle xix que portava l'aigua a Fadli des del Wadi Bana en territori del Baix Yafa; degut a això l'aprofitament conjunt amb els yafis va portar a un conflicte entre els dos territoris que va durar molts anys.
L'economia està basada en el cotó del que Fadli produïa el 1963 més de cinc mil tones; també produïa fruites i llegums que s'exportaven principalment a la colònia d'Aden; també es produïen cereals i els productes pròpies dels ramats. La pesca també era important. L'estat ingressava 250000 lliures per any. La justícia estava basada en la xara i el dret ancestral (urf) però després del 1959 es van crear una espècie de jutjats de pau pels conflictes menors. L'estat tenia un alt tribunal amb dret d'apel·lació, i era competent en matèries constitucionals. A l'estat hi havia una vintena d'escoles primàries, dues de les quals eren per noies, les primeres de la Federació d'Aràbia del Sud fora de les que existien a l'estat d'Aden abans colònia d'Aden.
Les tribus de la regió es van confederar al segle xvii i van escollir un sultà que va tenir residència durant segles a Shukra, un port de la costa a uns 60 km al nord-est de Zinjibar. Del 1839 al 1865 el sultà va ser hostil als anglesos que s'havien establert a Aden. El 1865 un atac dels fadlis a una caravana britànica prop d'Aden va provocar una resposta contundent dels anglesos, per terra i mar, i des de llavors es va mantenir la tranquil·litat. El sultà Ahmad ben Husein va signar el 1888 un tractat que va establir el protectorat. El Protectorat es va ampliar pel tractat de Shukra de 1944 amb el sultà Abd Allah ben Uthman que donava dret als britànic a la intervenció en l'administració interna i la hisenda; un comitè polític local seria aconsellat per l'oficial polític britànic a la regió d'Abyan, amb seu a Zinjibar (a Zindjibar), que d'aquesta manera va esdevenir la capital del soldanat, ja que el govern s'hi va traslladar, encapçalat per un naib, si bé el sultà va romandre a Shukra.
L'11 de febrer de 1959 fou membre fundador de la Federació d'Emirats Àrabs del Sud i el sultà va rebre una cartera ministerial. El 21 de desembre de 1962 els britànics van deposar el sultà Abd Allah ben Uthman i el van substituir pel naib (que de fet ja era el verdader sultà), el seu fill Ahmad ben Abd Allah. Aquest es va dotar d'un consell d'estat amb tretze membres representant a les tribus, els pescadors, els pagesos i els comerciants. El juny de 1963 el consell d'estat va votar una ordenança que establia que s'elegirien dotze diputats, quatre per les regions sedentàries occidentals, vuit per les nòmades orientals; aquest dotze electes junt amb cinc membres ex officio, i els tretze membres del consell, formarien un cos legislatiu. El febrer de 1964 el sultà Ahmad ben Abd Allah, davant el que passava al país, va abandonar la federació exigint la independència, però el 9 de juliol fou deposat i substituït pel seu germà Nasir, que va reingressar a la federació ràpidament.

## Bandera i escut
La bandera de l'estat estava formada per tres franges horitzontals, amb colors negre la superior, verda la central, i blava la inferior. Al centre una mitja lluna blanca amb l'estel també blanc, ocupant 3/5 parts de l'altura de la bandera. La bandera que circula (porpra, verde i negra) amb origen a una informació del Foreing Office, és errònia.
L'escut estava format per unes branques de llorer damunt de les quals dos espases corbes creuades, i damunt la mitja lluna i l'estel.

## Sultans de Fadli
- Uthman vers 1650-1670
- Fadl ben `Uthman vers 1670-1700
- Ahmad ben Fadl vers 1700-1730
- Abd Allah ben Ahmad al-Fadli vers 1730-1760
- Ahmad ben Abd Allah al-Fadli vers 1760-1789
- Abd Allah 1789-1805
- Ahmad ben Abd Allah al-Fadli 1805-1819
- Abd Allah ben Ahmad al-Fadli 1819-1828
- Ahmad ben Abd Allah al-Fadli 1828-1870
- Haidara ben Ahmad al-Fadli 1870-1877
- Husayn ben Ahmad al-Fadli (1st time) 1877
- Ahmad ben Husayn al-Fadli 1877-1907
- Husayn ben Ahmad al-Fadli (2nd time) 1907-1924
- Abd al-Qadir ben Ahmad al-Fadli 1924-1927
- Abd Allah ben Husayn al-Fadli 1927-1929
- Fadl ibn Husayn al-Fadli 1929-1933
- Abd al-Karim al-Fadli 1933-1936
- Salih ben al-Fadl al-Fadli 1936-1941
- Abd Allah ben Uthman al-Fadli 1941-1962
- Ahmad ben Abd Allah al-Fadli 1962-1964
- Nasir bwn Abd Allah al-Fadli 1964-1967